# Zamarada hero
Zamarada hero là một loài bướm đêm trong họ Geometridae.